# Brug 632
Brug 632 is een vaste brug in Amsterdam Nieuw-West.
Deze kleine brug overspant een afwateringstocht die ten noorden parallel loopt aan de Jan Evertsenstraat. Ten oosten van de brug is dat water te zien, dat even verderop in een betonnen bak stroomt. Ten westen van de brug ligt de Burgemeester Cramergracht. De brug ligt in de omgeving waar Dick Slebos van de Dienst der Publieke Werken de ontwerpen maakten. Hij ontwierp de grote bruggen 606 en 607, maar is ook ontwerper van het "Schip van Slebos". Daar kon hij zijn inspiratie kwijt. Voor de brug 632 gold dat minder. Het door een houten paalfundering gedragen betonnen bouwwerk heeft een lengte van iets meer dan drie meter en een breedte van 2 meter. De brug is dan ook alleen bedoeld voor voetgangers langs de Burgemeester Cramergracht.
De bouw van deze brug en brug 633 begon in februari 1961. De brug werd uitgevoerd in de toenmalige gehanteerde stijl; schoonbeton, blauwe leuning en de oevers werden afgewerkt met grove basaltblokken. Onder de aanbesteding bevond zich ook de aanleg van een trap naar brug 606.

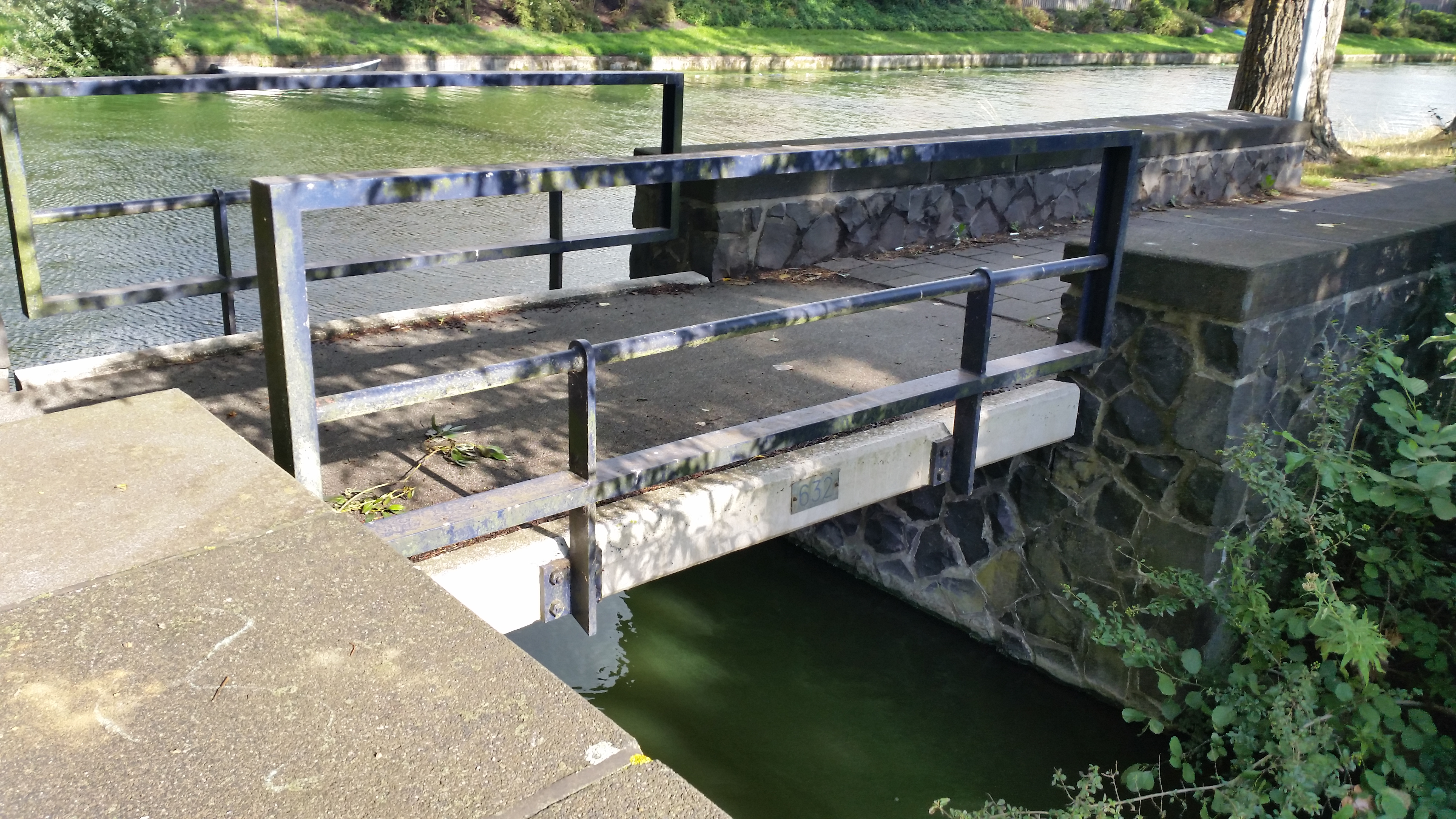
Brug 632 (augustus 2018)

<<< · 600 · 601 · 602 · 603 · 604 · 605 · 606 · 607 · 608 · 609 · 610 · 611 · 612 · 613 · 614 · 615 · 616 · 617 · 618 · 619 · 620 · 621 · 622 · 623 · 624 · 626 · 627 · 628 · 629 · 630 · 631 · 632 · 633 · 634 · 635 · 636 · 637 · 638 · 639 · 643 · 651 · 652 · 653 · 655 · 656 · 657 · 658 · 659 · 660 · 661 · 662 · 663 · 664 · 665 · 666 · 667 · 668 · 669 · 670 · 671 · 673 · 674 · 675 · 676 · 677 · 678 · 679 · 681 · 682 · 683 · 684 · 685 · 687 · 688 · 689 · 690 · 691 · 692 · 695 · 696 · 699 · >>>
Verdwenen brugnummers: 625 (afgebroken brug Sam van Houtenstraat), 640, 644, 645, 646, 647, 648, 650, 672 (duiker Cornelis Lelylaan, Rembrandtpark), 694, 698.
Nooit gebouwd: 649, 680 (nooit gebouwde brug Sloterplas).
Brugnummers 641, 642, 654, 686, 693, 694 en 697 zijn onbekend.